# Robert Galan
Pour les articles homonymes, voir Galan.
Robert Galan, né le 23 février 1937, est un ancien pilote de chasse, pilote d'essai, pilote de ligne et expert aéronautique français.

## Biographie
Diplômé de l'école de l'air de Salon-de-Provence puis de l'école nationale supérieure de l'aéronautique et de l'espace (ENSAE, dite Sup'Aéro) où Robert Galan obtient le diplôme d'ingénieur civil de l'aéronautique, il a professé à l'institut Mermoz et donné des conférences à Air Inter.
Durant de longues années, il travaille au Centre d'essais en vol de Brétigny-sur-Orge. Dans les années 1960, il relate une faille dans la sécurité nucléaire connue de nombreux aviateurs où un ordre de « décollage de guerre » (DG) est activé avec le chargement de la bombe nucléaire AN-11 de 1 500 kilos. Totalisant 18 000 heures de vol, il pilote 180 types d'aéronefs différents, dont le : Lockheed Constellation, différents modèles d'Airbus, Mirage G et Mirage 2000, DC-10 et différents Boeing dont le Boeing 747.
En tant qu'expert aéronautique, auprès des tribunaux français, il est souvent consulté lors d'enquêtes concernant de nombreuses catastrophes aériennes,, et a travaillé pour le Bureau d'enquêtes et d'analyses pour la sécurité de l'aviation civile (BEA). Depuis sa retraite, Robert Galan dispense des prestations telles qu'à la médiathèque dans le cadre des conférences de l'Académie de l'air et de l'espace à Toulouse en 2010, au centre de conférences internationales de Cluny (Saône-et-Loire) en 2011 ou à l'occasion du festival toulousain Des étoiles et des ailes de la Cité de l'espace en 2014.

## Publications
Robert Galan est l'auteur d'une vingtaine d'ouvrages sur l'aéronautique :
- ABCd'air de l'aviation  (préf. Jean-Pierre Haigneré), Toulouse, Éditions Privat, coll. « Aviation  (ISSN 1779-8019) », 2007, 491 p., 28 cm (ISBN 978-2-7089-9206-1, OCLC 132402225, BNF 41022558, SUDOC 115352384, présentation en ligne).
- On a retrouvé les boîtes noires  (Vol Air France 447), Toulouse, Éd. Privat, coll. « Aviation », 2008, 236 p., 24 cm (ISBN 978-2-7089-9216-0, ISSN 1779-8019, OCLC 494155620, BNF 41334287, SUDOC 129394386, présentation en ligne).
- La grande histoire de l'aviation en 501 petites histoires  (préf. Gérard Feldzer), Toulouse, Éd. Privat, coll. « Aviation », 2010, 337 p., 24 cm (ISBN 978-2-7089-9227-6, ISSN 1779-8019, OCLC 642213296, BNF 42180372, SUDOC 14504811X, présentation en ligne).
- Mémoires d'un pilote d'essai : j'ai tout essayé, Toulouse, Éd. Privat, coll. « Aviation », 2011, 186 p., 24 cm (ISBN 978-2-7089-5891-3, ISSN 1779-8019, OCLC 743277410, BNF 42428069, SUDOC 152745874, présentation en ligne) [audio] [présentation en ligne par l'auteur] sur Radio France internationale.
- Col Éric Gernez (dir.) (préf. Jean-Paul Paloméros), Tonnerre sur Cambrai : histoire de la base aérienne 103 et d'un siècle d'aviation, Toulouse, Éd. Privat (réimpr. 2012) (1re éd. 2011), 141 p., 25 × 31 cm (ISBN 978-2-7089-9233-7, OCLC 772498547, BNF 42568972, SUDOC 157535622, présentation en ligne).
- Si l'aviation vous était contée : encyclopédie de poche de l'aviation  (préf. Catherine Maunoury), Toulouse, Éd. Privat, coll. « Aviation », 2012, 686 p., 24 cm (ISBN 978-2-7089-9239-9, ISSN 1779-8019, OCLC 794306770, BNF 42662554, SUDOC 161330495, présentation en ligne).
- Cazaux : histoire de la base aérienne 120 « Commandant Marzac »  (préf. Col Laurent Thiébaut et du Gal d'armée aérienne Denis Mercier), Toulouse, Éd. Privat, 2014, 143 p., 24 × 30 cm (ISBN 978-2-7089-9248-1, OCLC 891557830, BNF 43853059, SUDOC 180159240, présentation en ligne).
- Forces aériennes stratégiques : missions au cœur du secret défense  (préf. Gal de corps aérien Philippe Steininger), Toulouse, Éd. Privat, 2014, 218-XXXII p., 22 cm (ISBN 978-2-7089-9255-9, OCLC 894878581, BNF 43908527, DOI 10.3917/rdna.782.0215c, SUDOC 181921200, présentation en ligne).
- Col Franck Berring (dir.), Drachenbronn, base secrète du Hochwald : base aérienne 901 « Commandant de Laubier », Toulouse, Éd. Privat, 2015, 141 p., 24 × 30 cm (ISBN 978-2-7089-9264-1, OCLC 922808716, BNF 44376164, SUDOC 188296646, présentation en ligne).
- Mes ailes : une carrière dans le ciel, Levallois-Perret, Éditions JPO, 2016, 288 p., 24 cm (ISBN 978-2-37301-035-0, OCLC 1004375348, BNF 45077010, présentation en ligne).
- Aviateurs d'exception, Levallois-Perret, Éd. JPO, 2018, 287 p., 24 cm (ISBN 978-2-37301-076-3, OCLC 1042267176, BNF 45461179, SUDOC 227872975, présentation en ligne).